# Ochrophlebia cafra
Ochrophlebia cafra är en insektsart som först beskrevs av Carl von Linné 1764.  Ochrophlebia cafra ingår i släktet Ochrophlebia och familjen Pyrgomorphidae.

## Underarter
Arten delas in i följande underarter:
- O. c. cafra
- O. c. ligneola